# Megalopotamos
Der Megalopotamos (griechisch Μεγαλοπόταμος ‚Großer Fluss‘) ist ein ganzjährig wasserführender Bach im Süden der griechischen Mittelmeerinsel Kreta. Zur Namensvergabe: alle Bäche auf Kreta werden in der Landessprache als ‚Fluss‘ bezeichnet, auch diejenigen, die im Sommer kein Wasser führen. Der oftmals auch Kourtaliotis (Κουρταλιώτης) bezeichnete Bach, nach der Felsenschlucht Kourtaliotiko, die er durchfließt, ist eines der letzten zehn bis zum Meer ständig wasserführenden Fließgewässer auf Kreta. In der Geographike Hyphegesis von Klaudios Ptolemaios ist der Bach wahrscheinlich unter dem antiken Namen Massalia potamou (Μασσαλία ποταμοῦ ‚Frühlingsfluss‘) erwähnt.

## Geografie
Der Megalopotamos ist etwa fünfzehn Kilometer lang. Das Gewässer befindet sich in ganzer Länge auf dem Gebiet der Gemeinde Agios Vasilios (Regionalbezirk Rethymno), für die er eine herausragende Rolle als Trink- und Brauchwasserlieferant spielt.

### Verlauf des Baches

#### Oberlauf und Kourtaliotiko-Schlucht

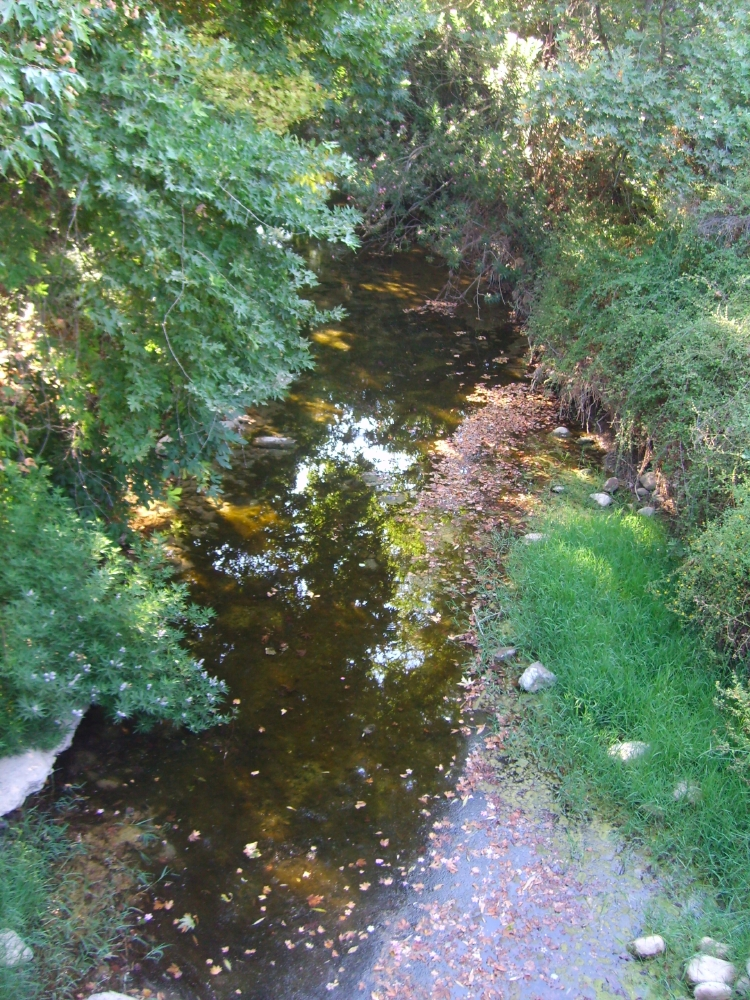
Der Megalopotamos bei Koxare

Der Megalopotamos bildet sich als Zusammenfluss vieler kleinerer Bäche, welche die Ebene von Agios Vasilios, die nördliche Niederung des Gemeindebezirks Finikas, entwässern. Der Hauptzufluss entspringt zwischen Kanevos und Agios Ioannis nördlich der Kotsifou-Schlucht.
Etliche der Bäche fallen im Hochsommer trocken bzw. werden zu Bewässerungszwecken leergepumpt, so dass es passieren kann, dass der Megalopotamos am Eingang der Kourtaliotiko-Schlucht kein sichtbares Wasser mehr führt. Durch diese Schlucht erfolgt der weitere Ablauf des Wassers zwischen den Gebirgszügen Kouroupa und Xiro in südliche Richtung zum Libyschen Meer.
Der Beginn der ganzjährigen Wasserführung des Megalopotamos ist ein ausgedehntes Quellgebiet im unteren Drittel der Kourtaliotiko-Schlucht, das dem Bach stets große Wassermengen zuführt. Der im Winter auch im oberen Abschnitt große Wasser- und Geröllmengen führende Bach hat sich dort so tief in die Schlucht eingeschnitten, dass er normalerweise erst auf Meereshöhe austretende wasserführende Gesteinsschichten freigelegt hat. Das meiste Quellwasser tritt seitlich aus den Schluchtwänden aus, um in den einige Meter unterhalb fließenden Bach zu stürzen.
Eine religiöse Legende führt die ungewöhnlich starken Quellen auf einen Heiligen Nikolaus (Agios Nikolaos o Kourtaliotis, Άγιος Νικόλαος ο Κουρταλιώτης, etwa ‚Heiliger Nikolaus der Klapperer‘ bzw. ‚der Lärmende‘) zurück, der an dieser Stelle der Schlucht sieben Mal mit seinem Hirtenstab auf die trockenen Felswände schlug, woraufhin sich sieben Quellen öffneten.

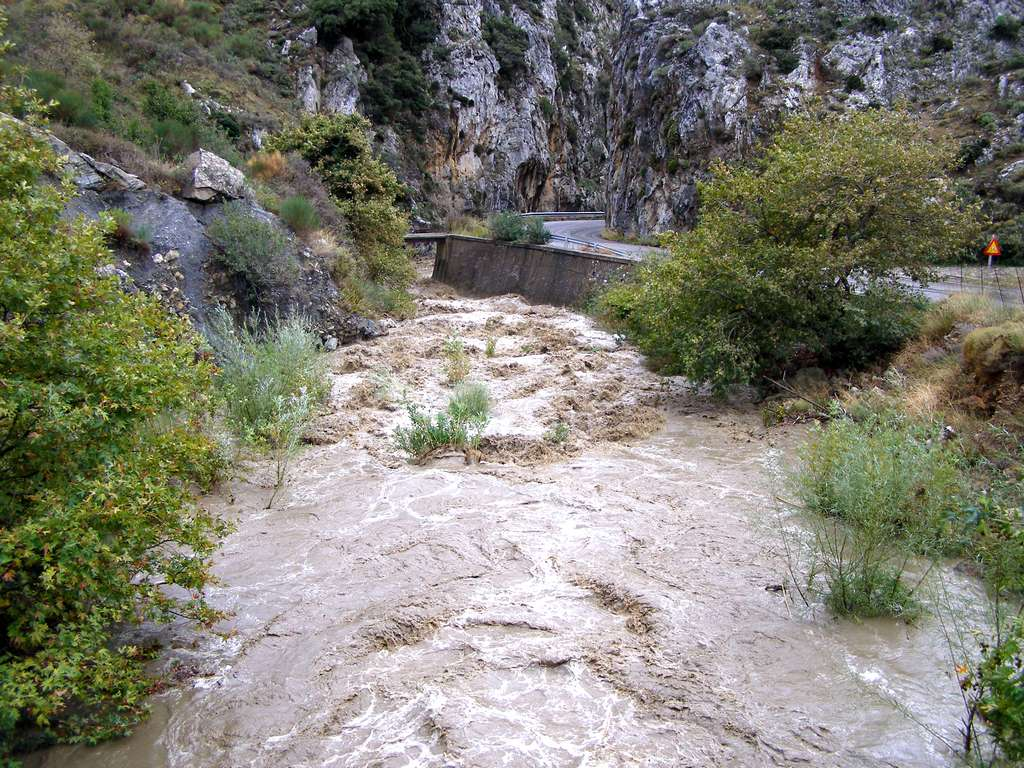
Kourtaliotiko (Nördlicher Eingang)

Eine andere Version berichtet davon, dass Agios Nikolaos während einer Dürreperiode einen dort mit ihm lebenden Gefährten zum Bleiben bewegen wollte. Er berührte mit seiner Hand einen Felsen und an den fünf Punkten seiner Finger entsprangen die Quellen. Oberhalb der Quellen ehrt eine vielbesuchte Kapelle den Heiligen, die von der Straße aus durch die Schlucht über eine lange Steintreppe zu erreichen ist. Eine zweite kleinere Kapelle mit Wandmalereien ist dem Agios Georgios geweiht.
Der Megalopotamos bildet unterhalb der größten Quellen einen kleinen Teich, in den das Wasser über einen Wasserfall hinabstürzt. Von dort fließt es an einem kleinen Betondamm vorbei ruhiger in Richtung südlichem Schluchtausgang. Der Bachlauf wird durch Platanen und andere kleinere Bäume abgeschirmt.

#### Südliche Niederung
Der natürliche Bachlauf wendet sich südlich des Schluchtausgangs der Kourtaliotiko bei der Ruine einer alten Ölmühle am Westufer, die früher zum Kloster Preveli gehörte, leicht in Richtung Südosten. Der Charakter des Baches hat sich mittlerweile durch den starken Schilfbewuchs verändert, die Ufer sind wegen der üppigen Vegetation kaum begehbar.

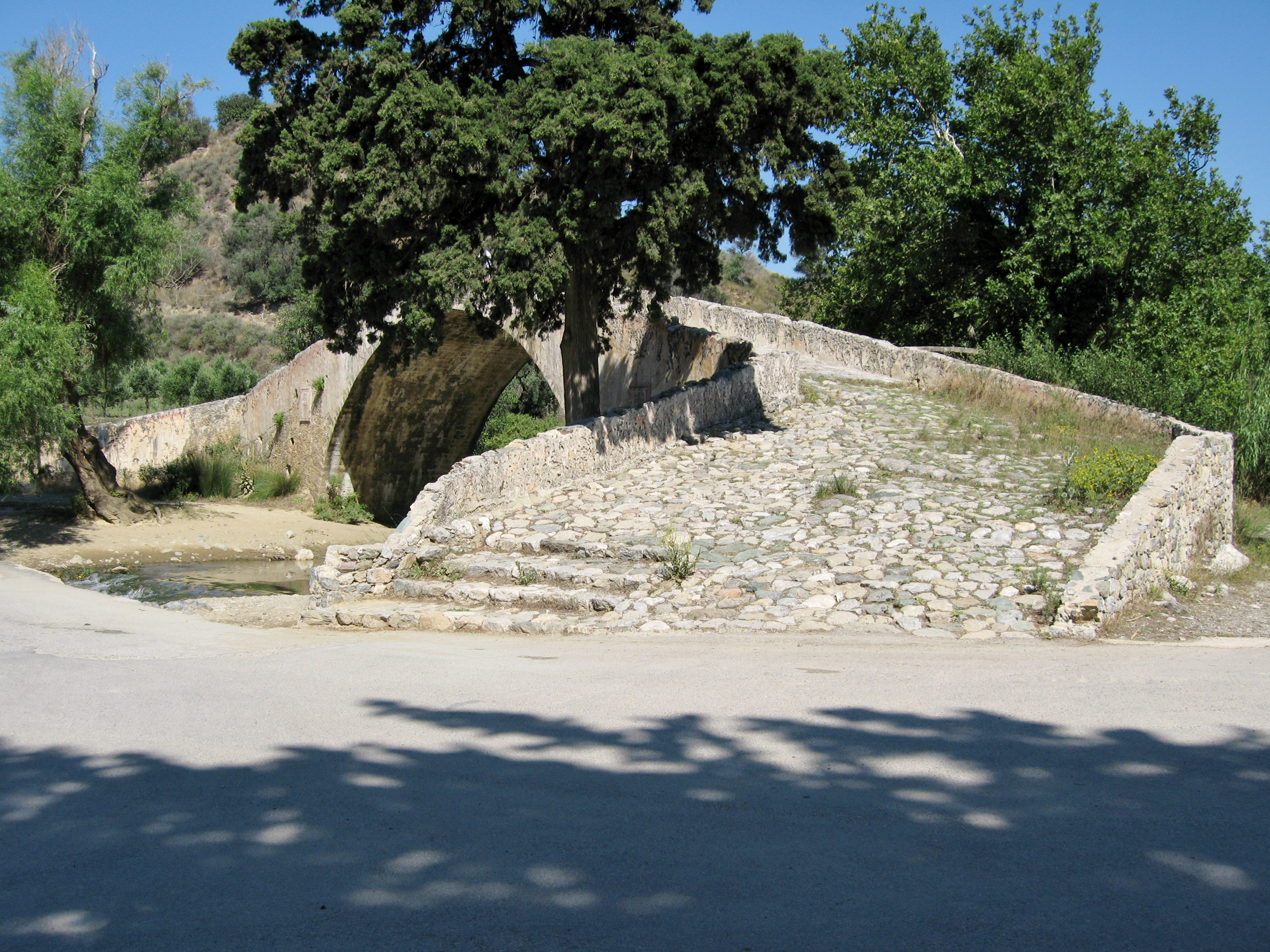
Brücke am Mittellauf

Hier in der Ebene befindet sich der einzige bauliche Übergang über den Bach. Die Alte Brücke (παλαία γέφυρα) oder auch Große Brücke (μεγάλη γέφυρα) wurde zwischen 1850 und 1852 während der türkischen Herrschaft errichtet. Sie ist eine der größten Steinbrücken Kretas mit einer Höhe von 7,60 Metern und einer Bogenweite von 13,30 Metern. Seit den 1970er Jahren befindet sich direkt vor ihr bachabwärts ein verrohrter Betondamm, der es auch Kraftfahrzeugen ermöglicht, den Bach zu überqueren. Führt er im Winter Hochwasser, ist dieser Damm komplett überspült. Ab der Brücke führen mittlerweile geteerte Straßen unter anderem in Richtung Drymiskos (Δρύμισκος) und Drymiskiano Ammoudi (Δρυμισκιανό Αμμούδι), des östlichsten Meeresstrandes der Gemeinde Finikas.
Etwa 300 Meter südlich der Brücke stehen am Hang des Südwestufers des Megalopotamos die Ruinen des Unteren Klosters von Preveli, Kato Moni Preveli, auch Moni Mega Potamou genannt. Die dortige Klosterkirche ist Johannes dem Täufer (Agios Ioannis Prodromos) geweiht. Auf dem Glockenturm steht die Jahreszahl 1594. Das Kloster wurde im 19. Jahrhundert aufgegeben. Gegenüber den Gebäuderesten vereinigt sich der Megalopotamos an der nordöstlichen Bachseite mit einem weiteren meist wasserführenden Bach, dem Bourtzoukos oder auch Kissamos, der aus den großen Quellen von Spili gespeist an Mixorouma vorbei durch die benachbarte Frati-Schlucht nach Süden verläuft.

#### Unterlauf

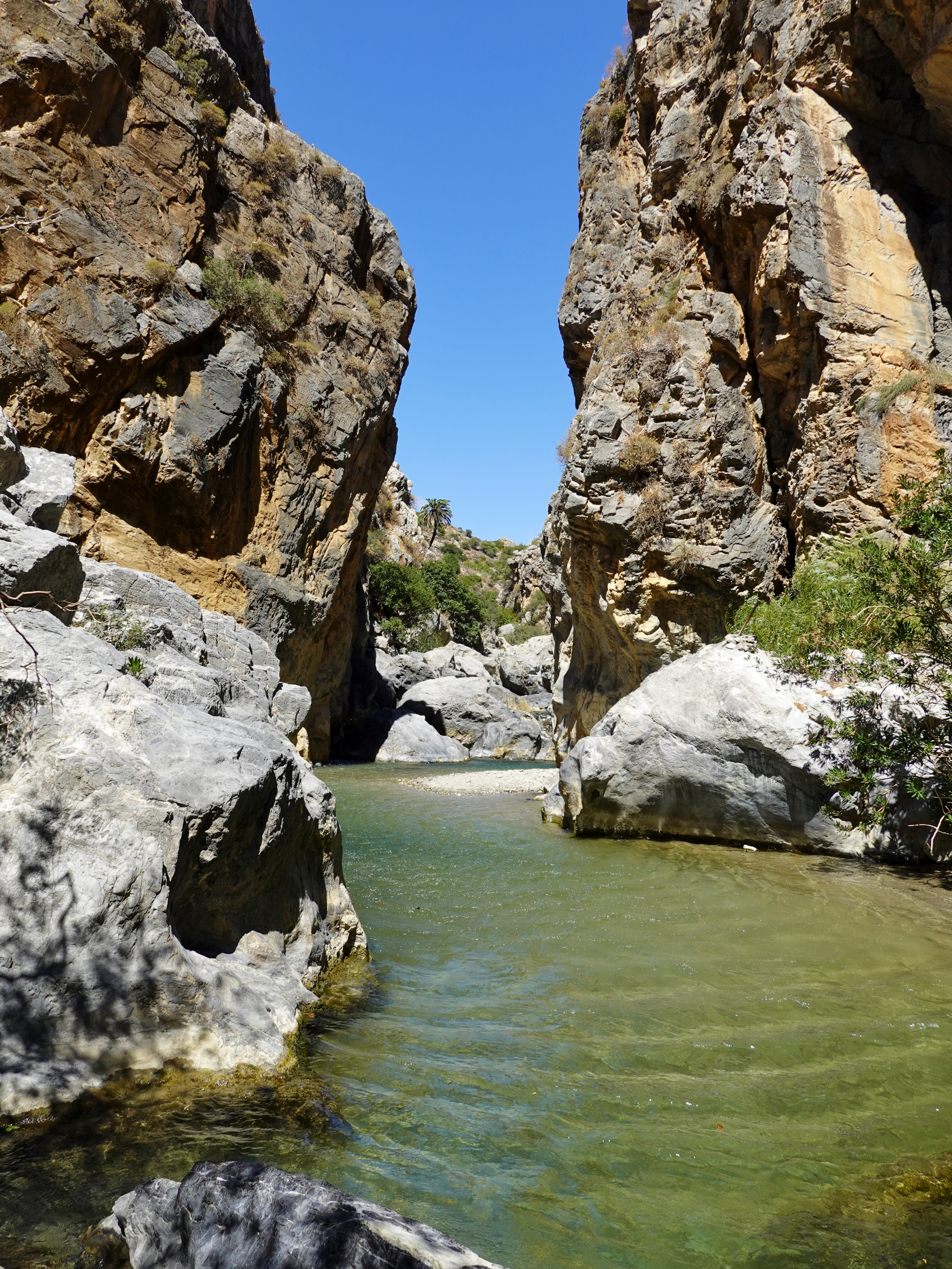
Engpass

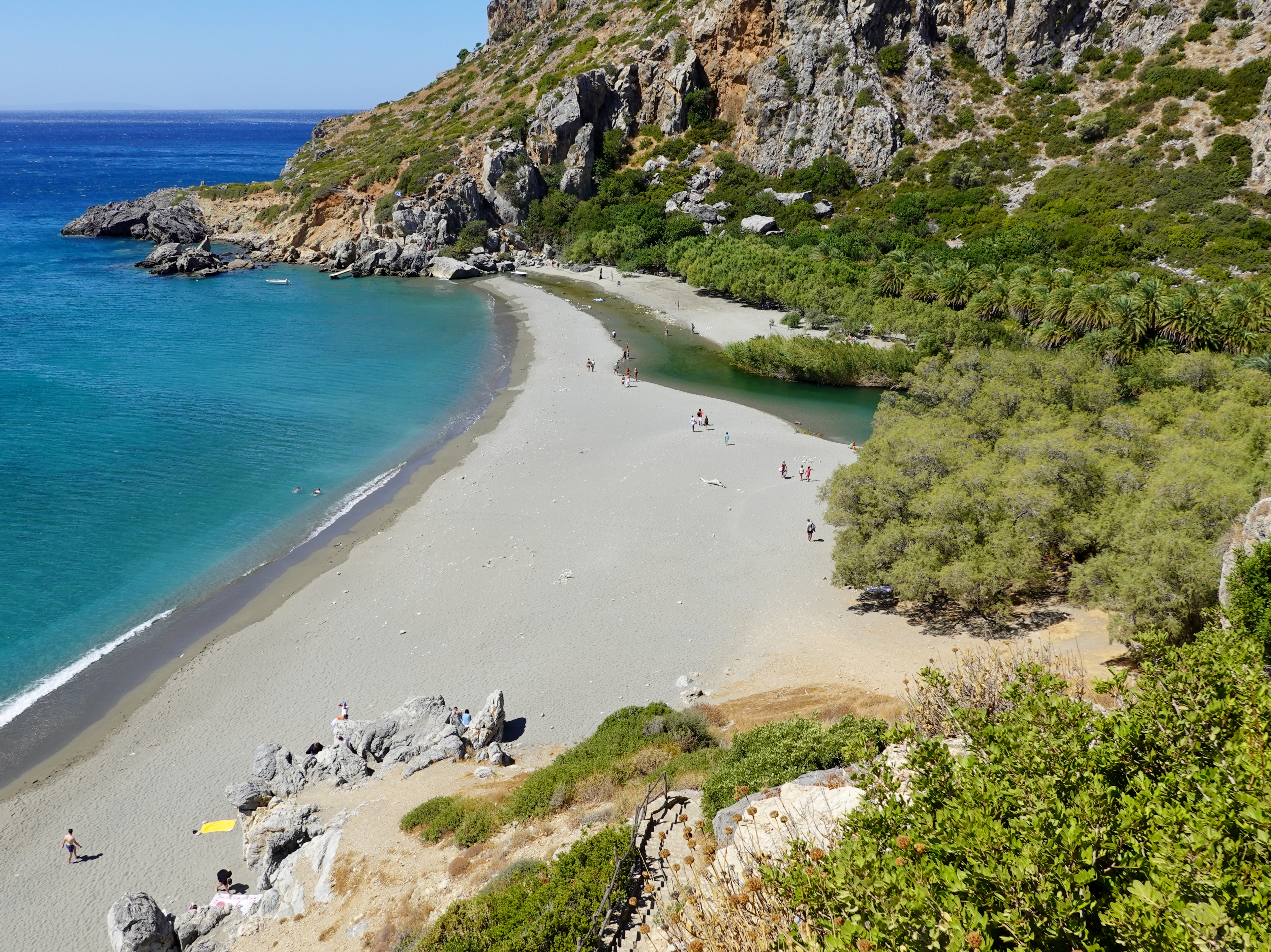
Mündung

Hinter dem Zulauf des Bourtzoukos breiten sich beidseitig besonders große mit Zypressen, Steineichen, Johannisbrot- und Ölbäumen bestandene Flächen aus, deren Grenzen sich im weiteren Verlauf dem Bachufer wieder annähern. Das Bachbett wird danach felsiger, bis das Wasser in mehreren Kaskaden in die Schlucht von Preveli hineinfließt. Der obere Schluchteingang ist kaum begehbar, da oft große Felsblöcke den Weg versperren, zwischen denen sich Wasserbecken gebildet haben. 
Nach Durchfluss eines Engpasses etwa einen Kilometer nördlich der Mündung treten die Wände der Schlucht wieder etwas zurück und geben dem Megalopotamos Platz, die Ufervegetation aus Oleander- und Mastixsträuchern, Eukalyptus und ersten Palmen, die an der Bachmündung einen kleinen Wald bilden, zu bewässern. Das Ufer ist ab dem Engpass bis zum Meer an der Westseite, ab etwa 500 Meter vor dem Strand auch am Ostufer, zu Fuß passierbar. Das gesamte untere Bachtal befindet sich noch heute im Besitz der Mönche des Klosters Preveli.
Ab ungefähr 400 Meter vor der Mündung bildet der Megalopotamos den sogenannten Teich- oder See von Preveli (Limni Preveli). Durch den ab hier nur noch sehr flachen Verlauf und ständige Sandanschwemmungen am Meer, die das Wasser des Baches vor dem Strand anstauen, hat sich eine langgestreckte, etwa 15.000 m² große Süßwasserlagune gebildet. Die Ufer sind gesäumt von Schilf, blütenreichen Oleanderbüschen und dem die Mündung kennzeichnenden Palmenwald. Zwischen den Bäumen des Ostufers steht am Bachlauf kurz vor dem Strand die kleine Kapelle des Agios Savvas aus dem 14. bis 15. Jahrhundert.
Da der Palmenstrand von Preveli viele Touristen anlockt und einige Einheimische sich ihren Unterhalt mit dem Verleih von Tretbooten auf dem „See“ verdienen, sind sie oftmals auch damit beschäftigt, den Staueffekt am Mündungsbereich durch Sandarbeiten zu verstärken. Direkt am Strand spenden neben Palmen viele Tamarisken Schatten, unter denen Liegen für die Strandgäste angeboten werden. Ausflugsboote von Plakias bringen Tagesausflügler zum Palmenstrand, so dass dieser in der Saison immer recht gut besucht ist. Neben dem Seeweg gibt es zwei weitere Strandzugänge von Land, einen von einem Parkplatz unweit der Straße zum Hinteren Kloster von Preveli, Piso Moni Preveli, westlich oberhalb der Schlucht, und einen leichteren über die östlichen Uferfelsen vom Nachbarstrand Drimiskiano Ammoudi.
Auf der Westseite des Megalopotamos steht hinter dem Strand unter den Palmen eine kleine Taverne. Eine Brücke über den Bach gibt es im Mündungsbereich nicht. Man muss ihn durchwaten, um ans andere Ufer zu gelangen. Der Abfluss des Baches ins Libysche Meer befindet sich an den Felsen der westlichen Strandseite.
Vom 21. zum 22. August 2010 kam es zu einem Waldbrand in der unteren Schlucht hinter dem Strand, bei dem der Palmemhain vollständig niederbrannte. Der lokale Vertreter der Umweltschutzorganisation WWF, Kaloust Paragamian, gab an, dass etwa 70 Prozent der Bäume noch lebe. Es sei jedoch davon auszugehen, dass sich der Baumbestand erst in 20 bis 30 Jahren vom Feuer erholen werde.

Ansichten der Schlucht von Preveli
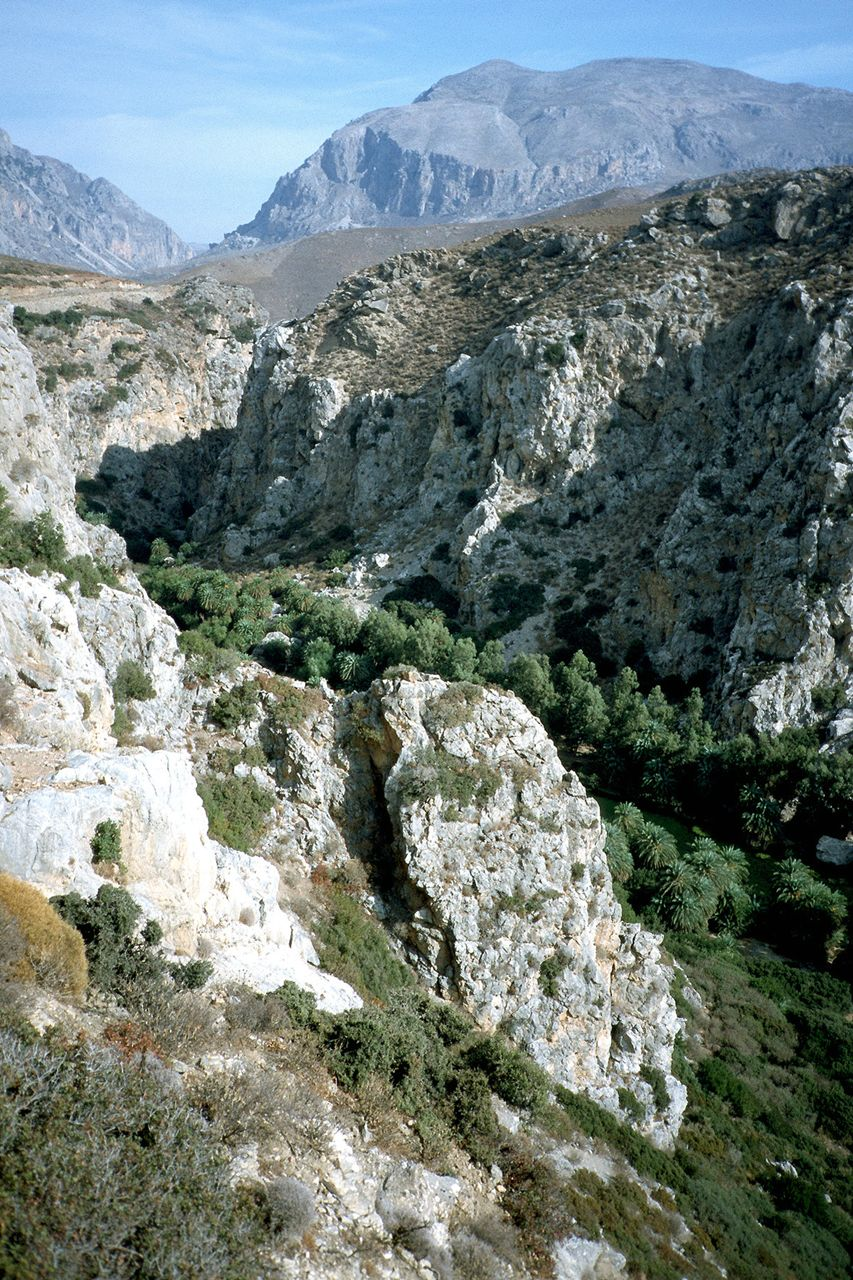
Blick über die Schlucht
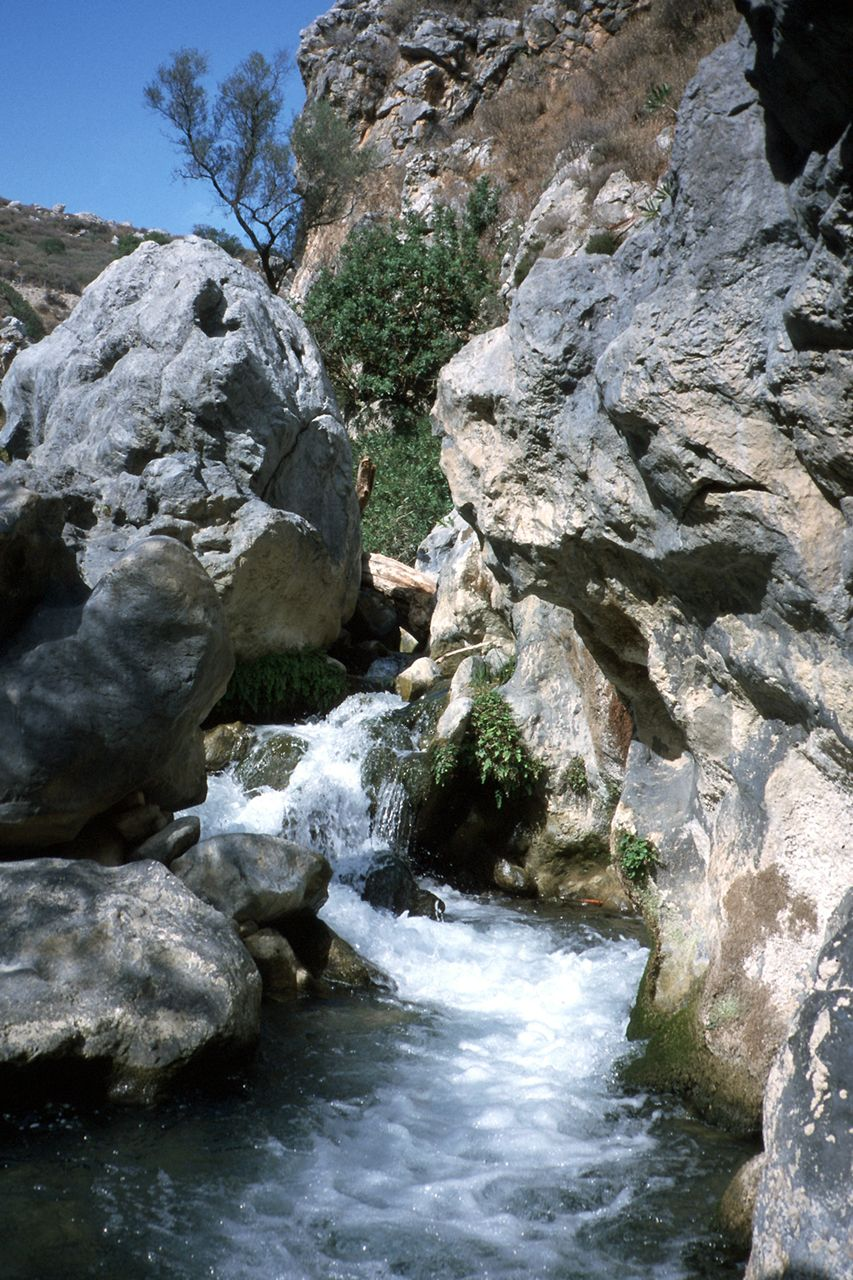
Oberhalb des Engpasses
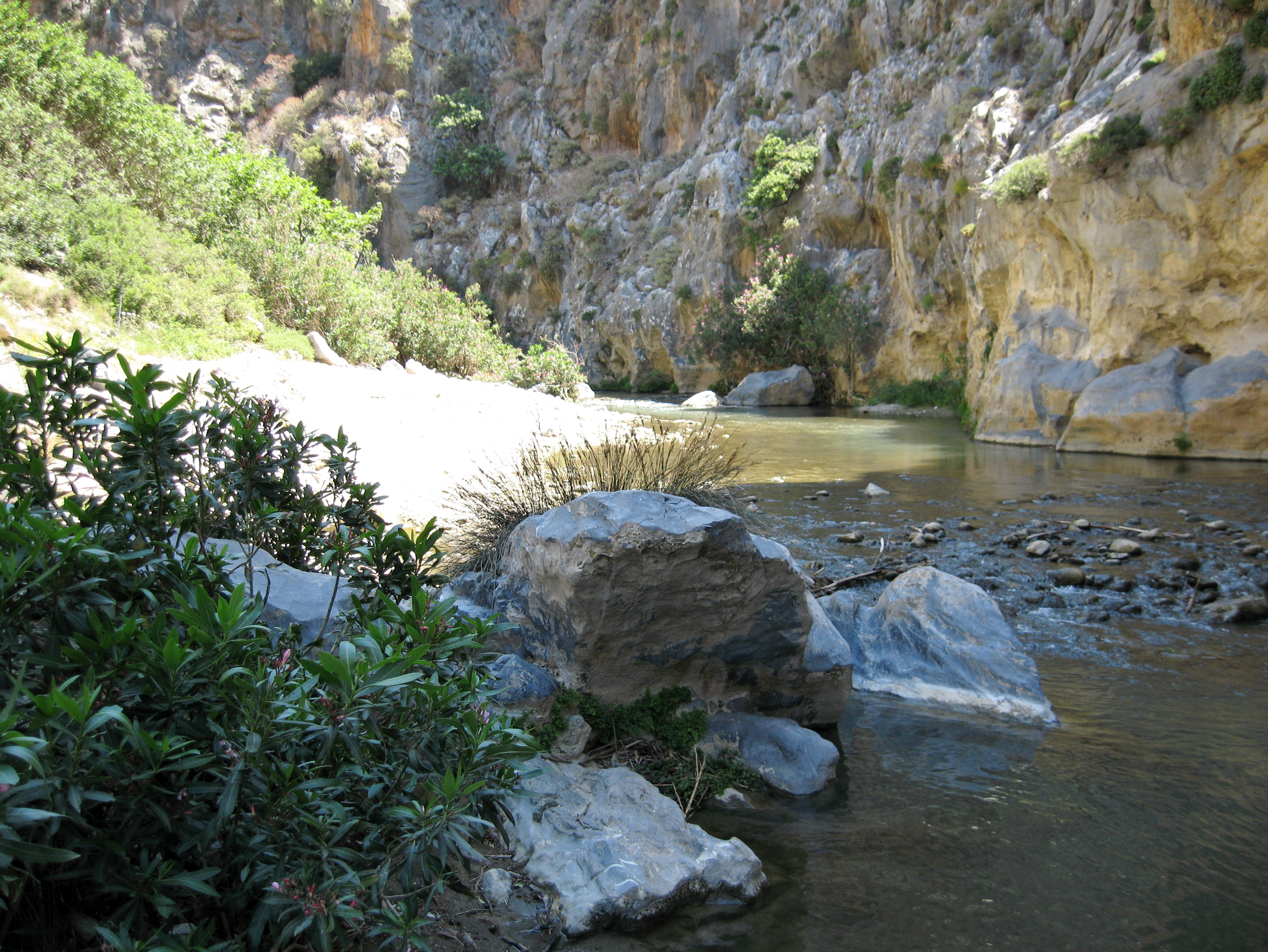
Schluchtverlauf
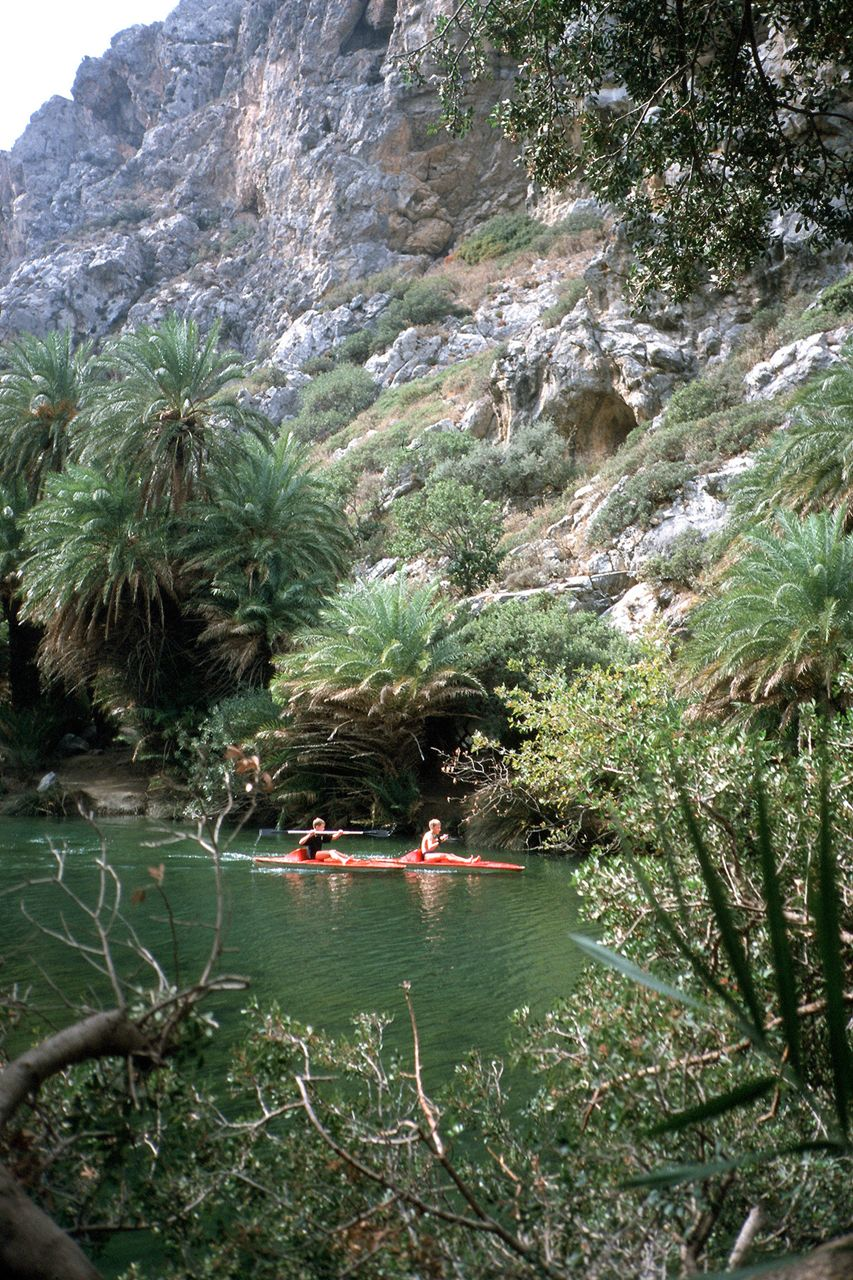
‚See‘ von Preveli

## Flora und Fauna

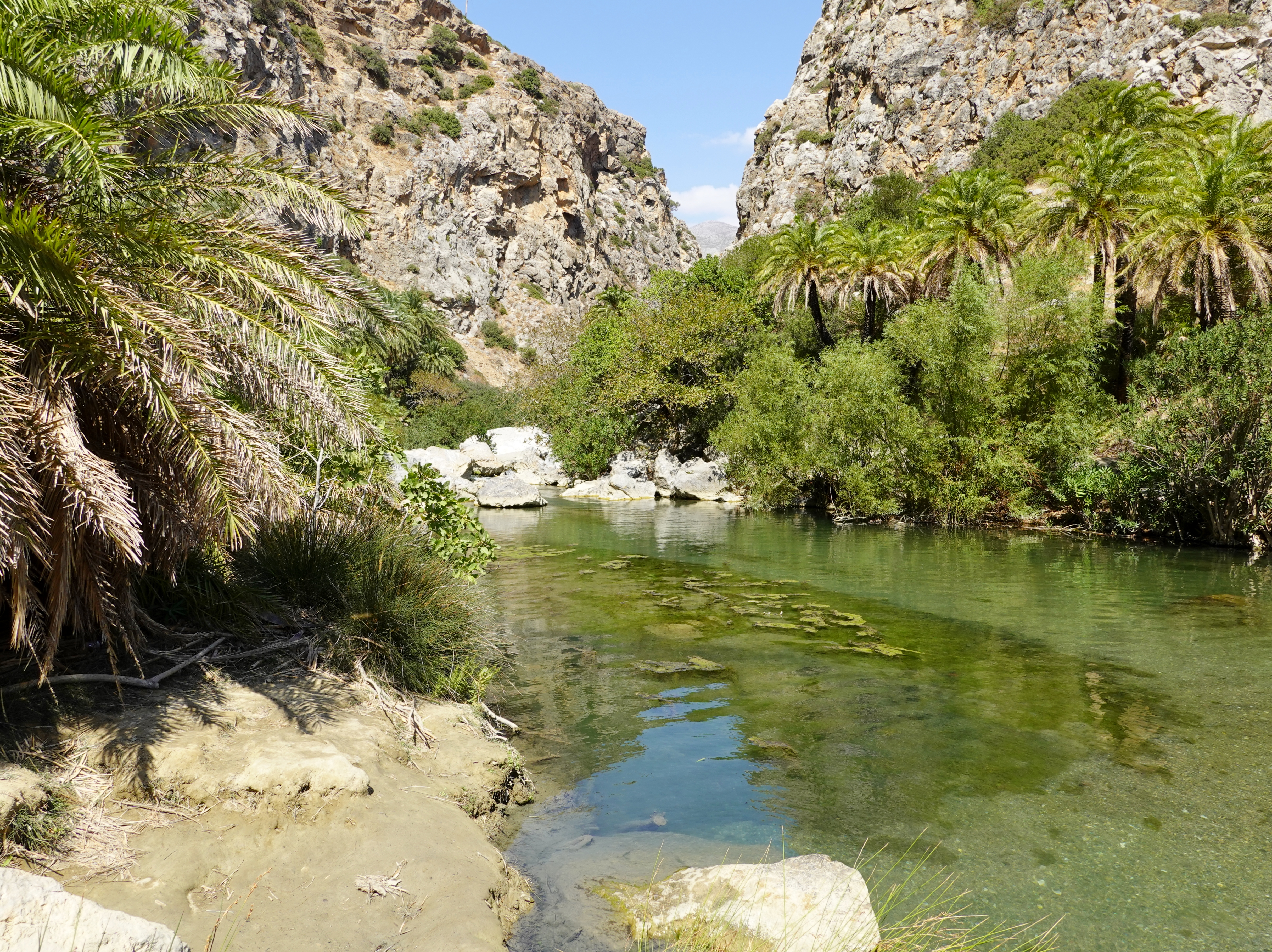
Vegetation am Unterlauf

Das Tal des Megalopotamos ist eines der bedeutendsten Ökosysteme Kretas. Es beheimatet durch die Verschiedenheit der einzelnen Bachabschnitte eine repräsentative Auswahl der endemischen Pflanzenarten der Insel. Weiterhin ist es Rückzugsgebiet verschiedener Tiere, vor allem Nistplatz einer Vielzahl von Vogelarten.

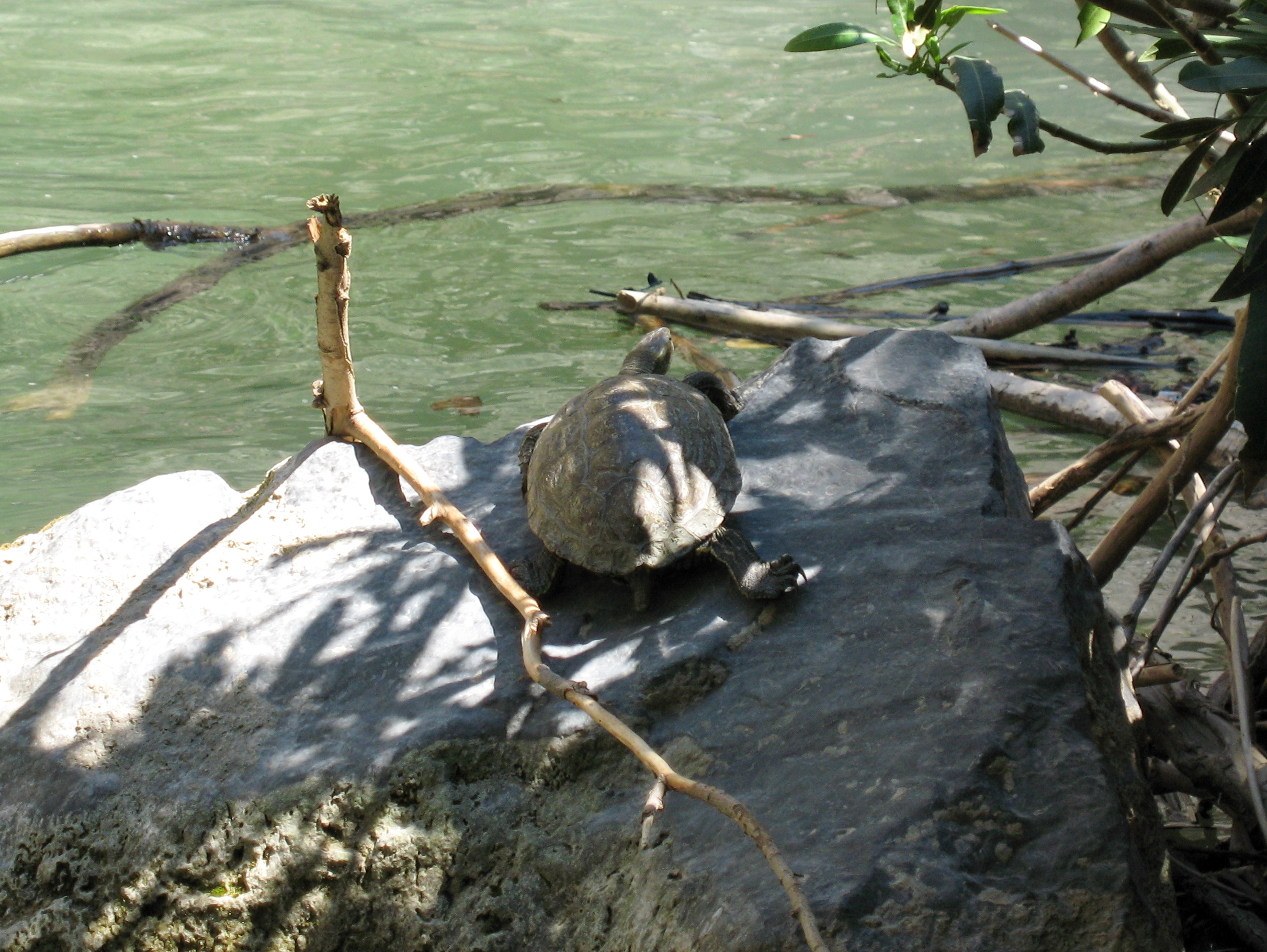
Bachschildkröte

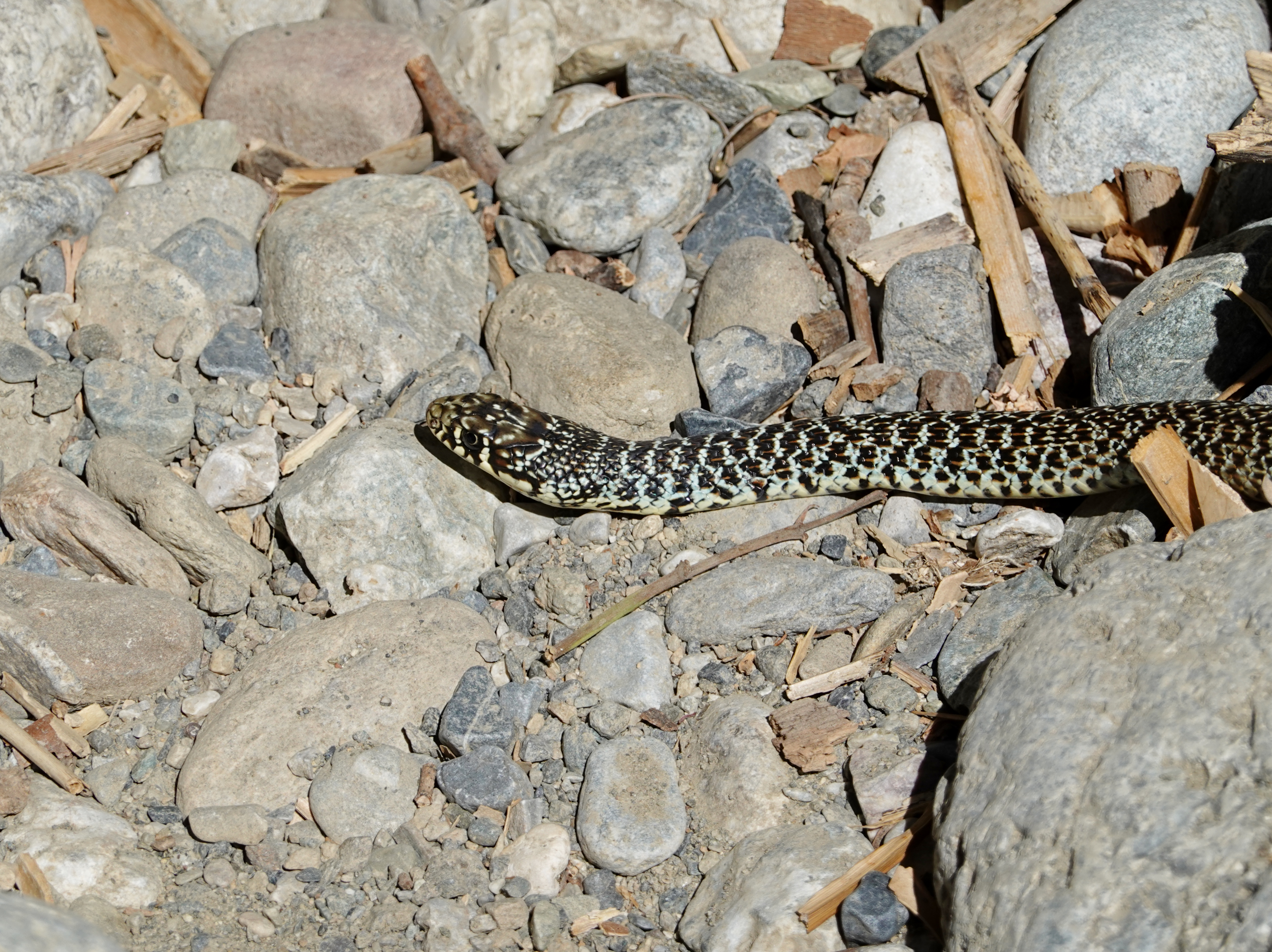
Balkan-Zornnatter

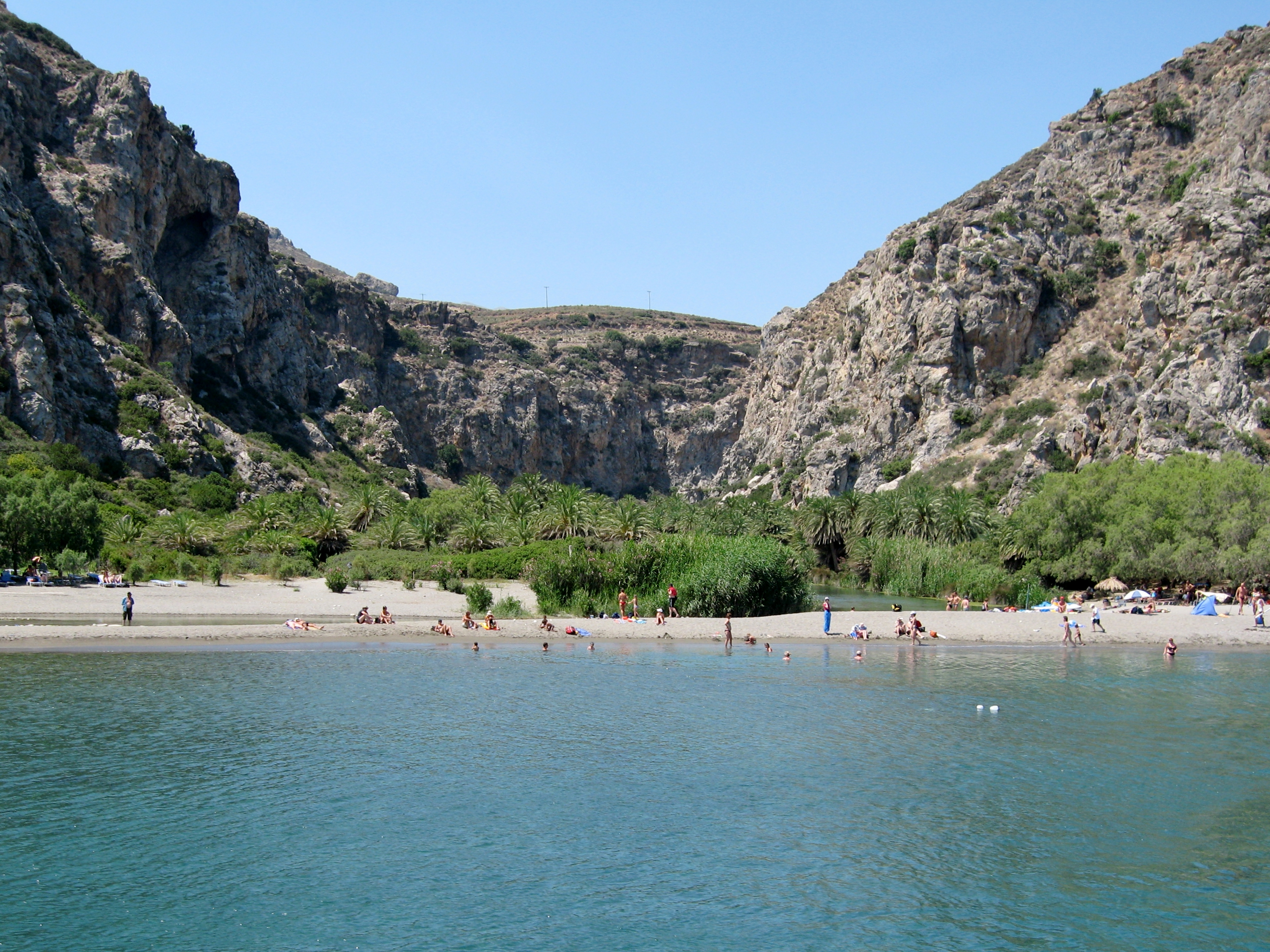
Palmenwald am Strand

An den Bachufern der eher vegetationsarmen Kourtaliotiko-Schlucht, in der bodendeckende Pflanzen vorherrschen, leben in ruhigeren Wassern Frösche, Süßwasserkrabben, diverse wassergebundene Insektenarten und Wasserschnecken. In den Höhlen der Schlucht nisten Felsentauben (Columba livia), Raben, wie der Kolkrabe (Corvus corax), und die Kleine Hufeisennase (Rhinolophus hipposideros), eine Fledermausart. Schließlich sind auch seltene Greifvogelarten, wie der Steinadler (Aquila chrysaetos), der Bartgeier (Gypaetus barbatus) und der Gänsegeier (Gyps fulvus) zu beobachten.
Ober- und unterhalb der Brücke am Mittellauf des Megalopotamos findet man als Uferbewuchs u. a. Binsen, Schilfrohr (Phragmites australis) und Spanisches Rohr (Arundo donax). Wie bei kretischen Bächen üblich säumen Platanen (Platanus orientalis) große Teile des Bachlaufes, der sich im Sommer dadurch als grünes Band aus der Landschaft hervorhebt. Vor allem südlich der Brücke stehen auch Zypressen (Cupressus sempervirens), Kermes-Eichen (Quercus coccifera), Johannisbrotbäume (Ceratonia siliqua) und Ölbäume (Olea europaea).
Am Unterlauf schließlich kommen Tamarisken (Tamarix) und die Kretischen Dattelpalmen (Phoenix theophrasti) hinzu. Der Palmenwald von Preveli ist neben Vai an der Ostküste Kretas das bedeutendste Vorkommen dieser Dattelpalmenart auf der Insel und wurde deshalb unter Naturschutz gestellt. Oleander (Nerium oleander), Mastix (Pistacia lentiscus) und angepflanzte Eukalyptus (Eucalyptus) vervollständigen neben dem starken Schilfbewuchs den üppigen Vegetationscharakter vor dem Mündungsbereich des Megalopotamos.
Häufige, aber trotzdem selten zu sehende Bewohner vor allem des unteren Bachabschnittes sind die bis zu 25 cm langen Westkaspischen Schildkröten (Mauremys rivulata). Sturzbäche nach Regenfällen spülen die Tiere oft bis ins Meer. An den Ufern leben Balkan-Zornnattern. Im Gegensatz zu anderen griechischen Inseln gibt es im Megalopotamos keine Wasserschlangen. Im Unterlauf leben Aale und Forellen, im und am Bach sind Süßwasserkrabben öfter zu beobachten als am Oberlauf.
Neben den in der unteren Schlucht des Megalopotamos eher seltenen Adlern und Geiern sieht man hier vielfach eine küstenbewohnende Greifvogelart Kretas, den Eleonorenfalken (Falco eleonorae). Weiterhin wird die Schlucht von Preveli von verschiedenen Schwalben-, Sperlings- und Finkenarten bewohnt. Darunter zu nennen sind Rauchschwalben (Hirundo rustica), Mehlschwalben (Delichon urbicum), Haussperlinge (Passer domesticus), Weidensperlinge (Passer hispaniolensis), Stieglitze (Carduelis carduelis), Buchfinken (Fringilla coelebs) und Grünfinken (Carduelis chloris).
Schließlich sind am See von Preveli je nach Jahreszeit verschiedene Wandervögel anzutreffen, wie z. B. die Stockente (Anas platyrhynchos), aber auch einheimische Chukarhühner (Alectoris chukar).

## Wirtschaftliche Nutzung
Noch bevor der Megalopotamos die Kourtaliotiko-Schlucht verlässt, werden erhebliche Wassermengen in ein Kanalsystem nach Südwesten abgeleitet. Wegen der hervorragenden Qualität des Wassers nahe der Agios-Nikolaos-Quellen versorgt das Kanalsystem die naheliegende Dörfer von dort mit Trinkwasser. Große Mengen werden auch zur Bewässerung der südlichen Täler von Finikas unterhalb von 250 Meter Höhe genutzt. Die Fruchtbarkeit und reiche Vegetation der Region ist allein auf den Megalopotamos zurückzuführen. Der aus dem Bach gespeiste Wasserkanal durchfließt mit über 20 Kilometern Länge fast den gesamten südöstlichen Bereich von Finikas und bewässert Gärten sowie Obst- und Olivenplantagen. Das Kanalsystem wird mit dem Hauptkanal in westliche Richtung bis in die untere Kotsifou-Schlucht oberhalb von Plakias geführt. Zwei kleinere Kanäle Richtung Südosten reichen bis Schinaria und über Gianniou hinaus.

## Belege
- Oliver Rackham, Jennifer Moody: The making of the Cretan landscape. Manchester University Press 1996, ISBN 0-7190-3647-X (Buchbesprechung (Memento vom 28. September 2007 im Internet Archive))
- Giorgis N. Petrakis: Plakias. Selena-Verlag 2006
- G. Desipris, K. Santorineou: Kreta – Rethymno. Verlag Michalis Toubis S.A. 1997
- Antonis Sp. Vassilakis: Kreta. Verlag I. Mathioulakis & Co. (der Autor ist Archäologe)
- Kreta. ADAC-Reiseführer, ADAC-Verlag 2003